# Lagarfljót
Lagarfljót ([ˈlaːɣarˌfljouːt]) Lögurinn o Fljótið ([ˈfljouːtɪθ]) es un río y lago que forma en su cauce ubicados en el este de Islandia, entre Egilsstaðir y Fellabær. Ocupa un área de 53 km², tiene 25 kilómetros de largo, su anchura máxima es de 2.5 km y su profundidad máxima de 112 metros.
El mayor bosque de Islandia, Hallormsstaðarskógur se encuentra cerca del lago así como la cascada Hengifoss, que con 118 metros es la segunda más alta del país, después de la de Glymur. Debajo de ella hay otra cascada llamada Litlanesfoss.
Así como en el escocés lago Ness, cuenta la leyenda que hay un monstruo que habita en las profundidades del lago, llamado Lagarfljotsormurinn.